# Nicola de Marco
Nicola de Marco (Pordenone, 28 augustus 1990) is een Italiaans autocoureur.

## Carrière
Nadat De Marco een aantal jaren aan de slag was in de karting stapte hij in 2006 over naar de Italiaanse Formula Azzurra, waar hij het kampioenschap afsloot op een derde plaats in de eindrangschikking. In 2007 reed hij in het Italiaanse Formule 3 kampioenschap. Hij vertrok dat jaar een keer vanaf poleposition en eindigde op de zesde plaats in het kampioenschap. In 2008 reed hij in de Spaanse Formule 3 en won twee races. Hij eindigde op de vierde plaats in de eindrangschikking.
In 2009 stapte hij over naar het vernieuwde Formule 2 kampioenschap. Hij vertrok vanaf poleposition tijdens de eerste manche op de Automotodrom Brno. Zijn beste resultaat was een tweede plaats tijdens de allerlaatste manche van het seizoen op het circuit de Catalunya. Hij eindigde met 25 punten op de tiende plaats in het kampioenschap.

## Resultaten in de Formule 2
| Jaar | 1     | 2     | 3      | 4     | 5      | 6      | 7     | 8       | 9       | 10      | 11    | 12    | 13      | 14    | 15     | 16    | Rang | Punten |
| ---- | ----- | ----- | ------ | ----- | ------ | ------ | ----- | ------- | ------- | ------- | ----- | ----- | ------- | ----- | ------ | ----- | ---- | ------ |
| 2009 | VAL 9 | VAL 5 | BRN 12 | BRN 3 | SPA 13 | SPA 10 | BRH 9 | BRH Ret | DON Ret | DON Ret | OSC 6 | OSC 5 | IMO Ret | IMO 9 | CAT 11 | CAT 2 | 10e  | 25     |